# Mustafa Najem
Mustafa Najem (ukrajinsky: Мустафа Найєм, paštúnsky: مصطفی نعیم‎, * 28. června 1981, Kábul, Afghánistán) je ukrajinský novinář a politik paštunského původu, poslanec Verchovné rady.

## Životopis
Mustafa Najem se narodil v Afghánistánu. Vystudoval Technické lyceum v Kyjevě a Národní technickou univerzitu Ukrajiny (2004). Mezi léty 2005–2007 pracoval jako novinář pro ukrajinskou verzi listu Kommersant, od roku 2006 píše pro internetové noviny Ukrajinská pravda. Zde spolupracoval především se Serhijem Leščenkem. V roce 2014 byl zvolen poslancem Verchovné rady za Blok Petra Porošenka. V roce 2016 spolu s Leščenkem a několika dalšími poslanci přestoupil do Demokratické aliance.